# Houston Theater District
Le Houston Theater District est un quartier de 17 blocs dans le centre-ville de Houston au Texas. Il abrite neuf institutions d'arts du spectacle, mais aussi des jardins, des restaurants, des cinémas autour de Bayou Place. Il est le deuxième quartier des spectacles des États-Unis en nombre de places derrière Broadway à New York (12948 sièges pour des spectacles d’opéra, de ballets, de musique et de théâtre). Plus de deux millions de spectateurs chaque année.